# Gáe Bulg
La Gáe Bulg (anche Gáe Bulga, Gáe Bolg, Gáe Bolga, cioè "lancia dentellata", 
"lancia del ventre", "lancia del gonfiore", "dardo da mantice" o forse "lancia fulminante") era la lancia di Cú Chulainn nel ciclo dell'Ulster della mitologia irlandese. Gli fu affidata dalla sua maestra d'armi, Scáthach, insieme alla tecnica segreta per il suo utilizzo. La Gáe Bulg è stata ricavata da un osso del Coinchenn, un mostro marino, morto in combattimento con un altro leviatano, il Curruid.

## Tecnica segreta
Sebbene alcune fonti ne facciano una semplice arma, altre – come il Book of Leinster – sottolineano come essa potesse essere usata solo in specifiche condizioni e con specifiche competenze. In questa versione la lancia viene preparata all'uso in un corso d'acqua, tenuta tra le dita dei piedi. Con un singolo colpo è capace di perforare il corpo di un uomo, come un giavellotto, aprendosi poi in trenta punte. Solo tagliando la carne è possibile recuperarla dalla vittima.
In altre versioni della leggenda la lancia ha sette punte, ognuna con sette lame.

## Ruolo nel mito
Nel Táin Bó Cuailnge Cú Chulainn riceve l'arma prodigiosa dalla sua maestra Scáthach durante il suo addestramento in Alba, cioè in Scozia. Scáthach insegna a Cú Chulainn e al suo fratello di spada, Ferdiad, le stesse cose, eccetto l'uso della Gáe Bulg, riservata all'eroe dell'Ulster. Più tardi Cú Chulainn la userà proprio contro Ferdiad, durante il loro duello in un guado. Ferdiad è in vantaggio, ma Láeg, il fedele auriga di Cú Chulainn, lancia la Gáe Bulg attraverso il ruscello, così che il suo signore possa trafiggere il suo avversario. La corazza di Ferdiad viene passata facilmente e ogni parte del suo corpo viene trafitta dalle punte dell'arma.
In un'altra occasione Cú chulainn uccide con la Gáe Bulg suo figlio Connla.
In entrambi i casi l'arma viene usata contro personaggi legati all'eroe da relazioni affettive, impiegata come estrema risorsa, con esiti invariabilmente fatali. Il nome Gáe Bulg rimanda all'arma di Fergus mac Róich, la spada Caladbolg.

## Nella cultura di massa
Nell'anime Fate/stay night Lancer possiede un'arma con questo nome. Una normale lancia all'apparenza, invocandone il vero nome scatena una maledizione che infallibilmente trapassa il cuore della vittima.
Nel videogioco Assassin's Creed: Valhalla, nel DLC L'ira dei Druidi, è possibile sbloccare un'arma che possiede questo nome. Si ottiene sconfiggendo il boss Balur una volta eliminati tutti i membri della setta de I figli di Danu. 